# Valdisotto
Valdisotto (lombardul: Val de Sot) település Olaszországban, Sondrio megyében. Lakosainak száma 3577 fő (2023. január 1.). Valdisotto Bormio, Grosio, Valdidentro, Valfurva és Sondalo községekkel határos.

## Népesség
A település népességének változása:
| Lakosok száma | 3592 | 3601 | 3577 |
|               | 2017 | 2018 | 2023 |